# Департамент государственной безопасности Литвы
Департамент государственной безопасности Литвы или ДГБ (лит. Valstybės saugumo departamentas, VSD) — литовское агентство национальной безопасности, которое собирает информацию об угрозах суверенитету Литвы и работает над устранением этих угроз. ДГБ также осуществляет контрразведку, защищает государственные секреты и секретную информацию и проверяет претендентов на проживание или въезд в Литву.
Деятельность Департамента безопасности регулируется Конституцией Литовской Республики (1992 г.), законами об Основах национальной безопасности (1996 г., вступил в силу в 1997 г.), Разведке (2000 г., новая редакция 2013 г.), Криминальной разведке (2012 г., вступила в силу в 2013 г.), «О государственной и служебной тайне» (1999 г., вступил в силу в 2000 г., новая редакция 2004 г.) и другими законами. Департамент подотчётен Сейму Литовской Республики (парламентский контроль) и Президенту Литовской Республики.

## История

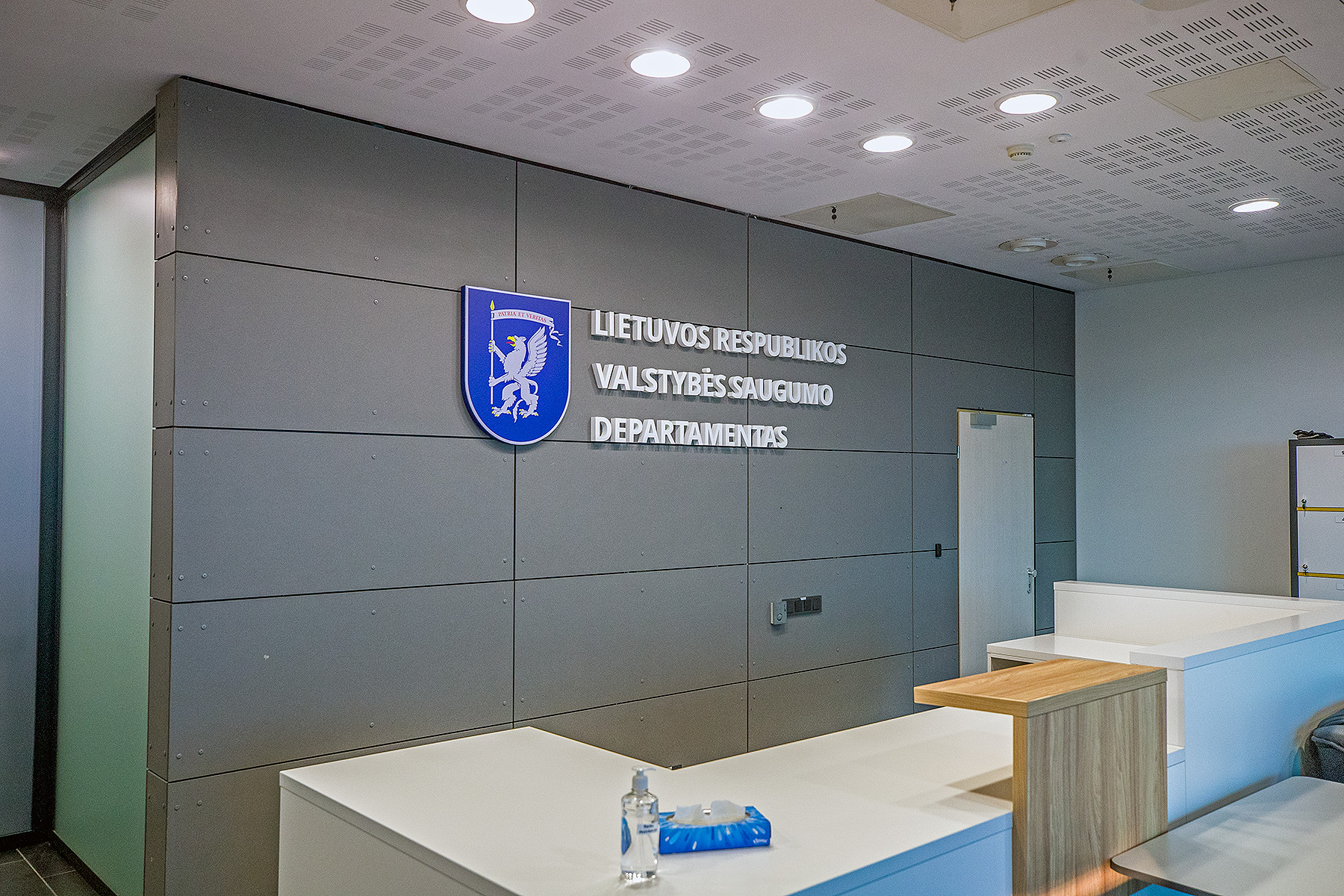
Внутри штаб квартиры ДГБ в Вильнюсе

### 1918—1940
Специфика первого этапа создания Литовской республики (в 1918—1922 гг) повлияла на то, что в Литовской армии была создана тайная служба, которая называлась «отдел новостей» (лит. Žinių dalimi), которая 27 октября 1918 г. стала организованным учреждением — Отделом разведки (лит. Žvalgybos skyriumi).
Когда геополитическое положение в Восточной Европе стабилизировалось и всё международное сообщество признало литовское государство, в 1923 г. появилась объективная потребность реорганизовать Отдел разведки. Военная разведка и контрразведка были переданы военным, а задача политического наблюдения (службы безопасности) передана Министерству внутренних дел. С того времени обе службы расширялись самостоятельно.
Первым руководителем специальной службы в независимой Литве стал Йонас Жилинскас, а последним руководителем в данный период (до присоединения Литвы к СССР) – Аугустинас Повилайтис.
На протяжении 17 лет своего существования служба, обеспечивающая безопасность в Литве, 4 раза подвергалась реформам и меняла своё наименование:
В августе — декабре 1923 г. она называлась Криминальным отделом «Б» при Министерстве внутренних дел;
В 1924—1926 г. она была названа Отделом политической полиции;
В начале 1927 г. Отдел политической полиции стал отделом «А» Управления криминальной полиции;
В 1928 г. «А» стал I отделом.
1 июня 1933 г. Со временем Совет криминальной полиции был преобразован в Департамент внутренней безопасности. Эта дата считается днем создания учреждения ДГБ.
В том же году бывшая I дивизия, нашедшая место в ДГБ, была названа Полицией безопасности. Назначение этого отдела, по данным 1933 г. приказ министра внутренних дел, опубликованный в мае, предусматривал приостановку или прекращение деятельности антигосударственных (коммунистических, нацистских или им подобных) групп, предотвращение переворотов и путчей, организованных различными заговорщиками. Полиция безопасности должна была «расследовать, предупреждать и разъяснять преступные деяния для безопасности государства, собирать свидетельские показания, улики и передавать преступников в судебные органы».
Необходимо было развивать службу с помощью бывших сотрудников спецслужб Российской империи, постоянно контролировать и проверять их. Одна из важнейших задач — найти контакты со спецслужбами демократических государств западных стран, перенять их опыт, воспитать их офицеров, вселить в них мужество и уверенность в своих силах, зажечь любовь к Родина.
Тем не менее в 1940-е годы Департамент госбезопасности уже стоял на одном уровне с аналогичными службами в Западной Европе.

## Руководство
В первый период независимости Литвы тогдашний Департамент безопасности возглавлял ряд патриотически настроенных, энергичных и смелых граждан Литвы. Тем не менее в 1918—1940 гг. произошла большая смена руководства в структурах разведки, контрразведки и госбезопасности. Многие из них были заведующими только через несколько месяцев, некоторые — с небольшими перерывами — несколько раз.
После обострения отношений с СССР в 1940 г. 10 июня Директор Департамента государственной безопасности Аугустинас Повилайтис приказал уничтожить файлы агентства и другие секретные документы. в 1940 году 15 июня Вошедшие в Литву советские танки также заняли позиции рядом с Управлением госбезопасности.
После 1940 года, когда началась оккупация, не один из руководителей тогдашней службы безопасности подвергся насилию: они были вынуждены эмигрировать на Запад, сменить фамилию, уйти в подполье или просто были сосланы, расстреляны или исчезли в неизвестном направлении. 
Микалоюс Липчюс и Аугустинас Повилайтис дольше всех возглавляли службу безопасности. Судьбы обоих схожи: в 1940 году советские власти сослали первого в трудовой лагерь в Сибирь, где он умер через два года; второй сразу после создания Литовской ССР, 23 июля 1940 года, был доставлен в Лубянскую тюрьму в Москве и в 1941 году был приговорён к смертной казни.

### 1990 — н.в.

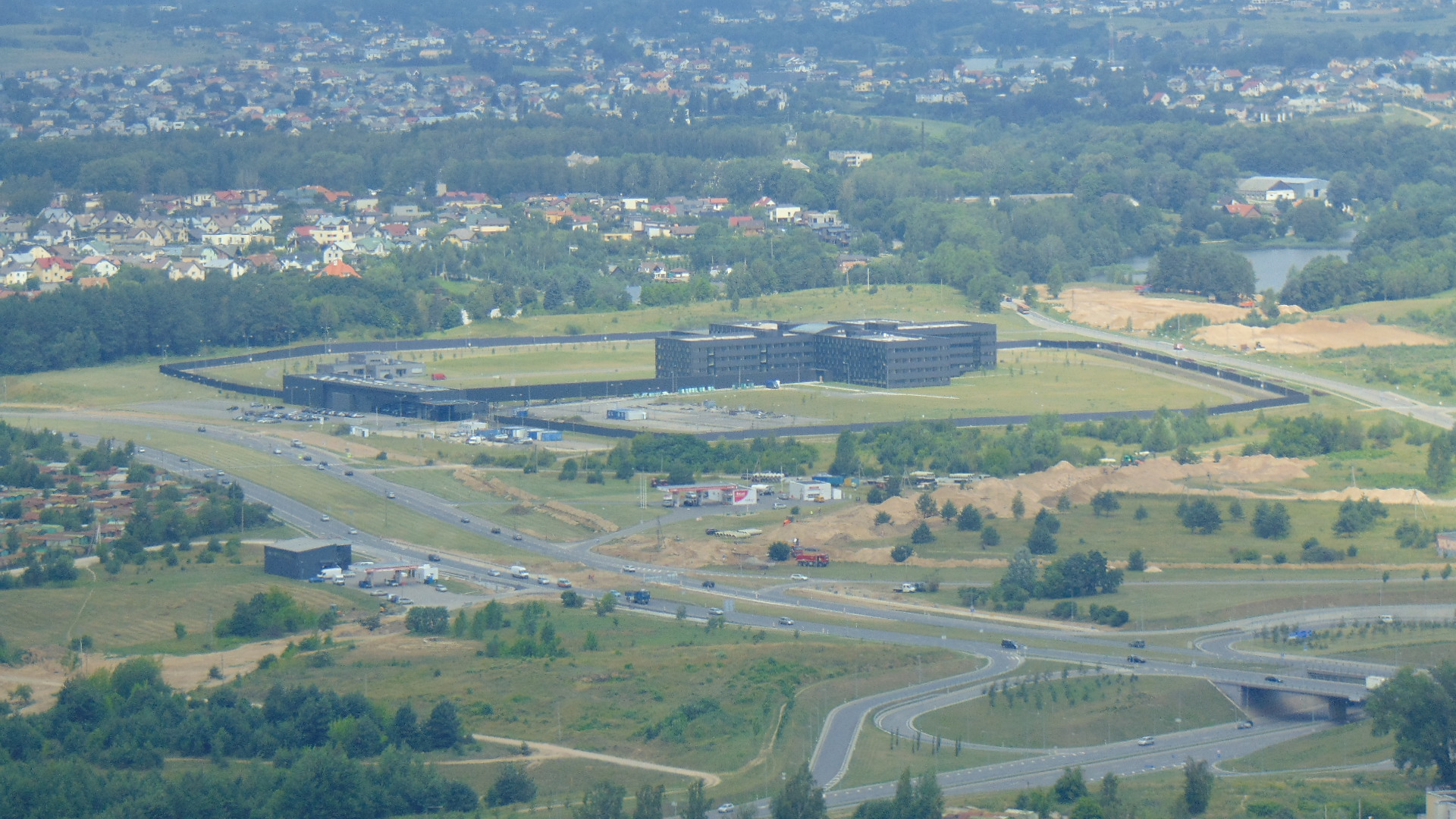
Вид сверху на штаб квартиру ДГБ в Вильнюсе

26 марта 1990 г. (через две недели после провозглашения Литвой независимости от Советского Союза) Правительство Литовской Республики при кабинете Министров учредило Департамент государственной безопасности. Первым руководителем Департамента в независимой Литве был назначен Мечис Лауринкус. В то время департамент также отвечал за определённые аспекты правоохранительной деятельности, обеспечение защиты государственных служащих и стратегических объектов, обеспечение целостности государственной сети связи, расследование политической коррупции. Другие агентства взяли на себя эти дополнительные обязанности, и в течение 2010 года было уточнено, что миссия VSD в основном сосредоточена на разведке и контрразведке.